# La Vosgienne
 (novembre 2010).
Si vous disposez d'ouvrages ou d'articles de référence ou si vous connaissez des sites web de qualité traitant du thème abordé ici, merci de compléter l'article en donnant les références utiles à sa vérifiabilité et en les liant à la section « Notes et références ».
La Vosgienne est une marque de confiserie, appartenant depuis 2022 au groupe italo-néerlandais Perfetti Van Melle, sous laquelle sont commercialisées des pastilles parfumées.

## Historique
En novembre 1924, Wassily Bogomoloff (citoyen russe, dit Basile Bogomoloff) et Elisa Legrand déposent la marque de fabrique "Sucre des Vosges à la sève de pin", puis en 1928 la marque "Suc des Vosges". Ils sont implantés 73 rue de Chateaudun (actuelle rue du Colonel Fabien) à Saint-Quentin, dans les ateliers de confiserie repris de Léon Lapostat.
En novembre 1928, après la cession des parts de Léon Lapostat, Wassily Bogomoloff, Elisa, Emile et Georges Legrand, fondent la SARL La Vosgienne (Bogomoloff, Legrand & Cie). C'est probablement à cette occasion que l'entreprise est transférée boulevard Henri-Martin (ancien n°58).
En 1929, le pharmacien André Deudon entre dans le capital de la société, puis devient rapidement principal actionnaire et gérant de l'entreprise. Finalement, en 1931, Bogomoloff cède ses parts à André Deudon et Gilbert Leroy (dit Georges), nouveau gérant.
En 1987, l'entreprise est rachetée par General Foods, qui possède en France les marques Malabar, Kréma et Hollywood.
En 1993, La Vosgienne lance plusieurs gammes de parfum : suc de réglisse, suc des pins, suc de framboise et suc de menthe.
En 1994, Dominique Lavanant joue pour la première publicité télévisée de « La Vosgienne »,, puis l'année suivante dans deux autres.
En 1997, c'est Chantal Lauby qui figure dans les publicités de « La Vosgienne ».
En 1997, l’entreprise arrête la recette à la menthe et c’est le même sort que vont connaître les recettes à la réglisse et à la framboise en 2002.
La gamme Gommes Fraîches est lancée la même année.
En 2010, Cadbury, devenu propriétaire de la marque, tente à nouveau de décliner les pastilles dans une recette fruitée parfum fraise.
En 2010, la multinationale américaine Kraft Foods devient propriétaire de la marque.
En 2011, la marque confirme que dorénavant les bonbons sont produits en Espagne.
En décembre 2022, Mondelez International cède ses activités chewing-gum aux États-Unis, au Canada et en Europe au groupe Perfetti Van Melle pour 1,4 Md€$ (1,3 Md€). Le groupe italo-néerlandais reprend ainsi les marques  Trident (en), Stimorol et Hollywood, ainsi que sur les Cachou Lajaunie, et les bonbons La Vosgienne.